# Terrer
Terrer község Spanyolországban,  Zaragoza tartományban. Terrer Ateca, Calatayud, Valtorres, Paracuellos de Jiloca, La Vilueña és Munébrega községekkel határos. Lakosainak száma 585 fő (2024).

## Népesség
A település népessége az utóbbi években az alábbiak szerint változott:
| Lakosok száma | 612  | 539  | 541  | 526  | 475  | 532  | 479  | 447  | 565  | 585  |
|               | 2001 | 2004 | 2007 | 2009 | 2012 | 2014 | 2017 | 2019 | 2022 | 2024 |